# Herbert Döring
Herbert Döring (* 10. Februar 1911 in Wien; † 2001) war österreichischer Ingenieur und Entwickler des ersten einsatzfähigen Mikrowellengenerators.

## Leben
Gegen Ende des Ersten Weltkrieges kam Herbert Döring auf die Grundschule und 1921 auf das Realgymnasium in Margareten. 1929 schloss er das Gymnasium ab und begann mit dem Studium der Elektrotechnik an der TH Wien. Nach Abschluss seines Studiums der Elektrotechnik 1934 wurde er Doktorand bei Ernst Felix Petritsch am dortigen Institut für Schwachstromtechnik und wurde 1936 mit seiner Laufzeit-Untersuchung an der Vakuum-Diode zum Dr. techn. promoviert. Seine Dissertation wurde 1937 auszugsweise in der Zeitschrift für Hochfrequenztechnik veröffentlicht.

## Wirken
Von 1936 bis 1938 war er Entwickler bei der Firma Siemens & Halske und von 1938 bis 1941 wissenschaftlicher Mitarbeiter im Forschungsinstitut der AEG in Berlin unter Carl Ramsauer. 1940 entwickelte er das Zweikammer-Klystron. Von 1941 bis 1952 arbeitete Döring als Entwicklungsingenieur bei der Firma C. Lorenz AG. Von 1942 bis 1944 entwickelte er einen einsatzfähigen Mikrowellengenerator, der über einen großen Frequenzbereich genutzt werden konnte.
Döring habilitierte sich 1949 an der Technischen Hochschule Stuttgart, bevor er 1952 einem Ruf als Ordentlicher Professor für Hochfrequenztechnik an die Rheinisch-Westfälische Technische Hochschule Aachen (RWTH Aachen) folgte. Als Direktor baute er dort das Institut für Hochfrequenztechnik (IHF) auf. Er bildete bis zu seiner Emeritierung 1982 Generationen von Studenten aus. Von 1955 bis 1956 war er in Aachen Dekan der Fakultät für Maschinenwesen.

## Publikationen (Auswahl)
- Döring, Herbert, 100 Jahre Elektronenröhren; in: Heynisch, H. (Wiss. Tagungsleitung), Elektronenröhren. Vorträge der NTG-Fachtagung vom 18. bis 20. Mai 1983 in Garmisch-Partenkirchen, Berlin / Offenbach 1983. (NTG-Fachberichte 85), S. 7–11.
- Döring, Herbert, Zur Entwicklung der Elektronenröhren für kurze und kürzeste Wellen; in: Jahrbuch der Rheinisch-Westfälischen Technischen Hochschule zu Aachen 7(1955/56), S. 175–185.
- Döring, Herbert, Rückschau auf 50 Jahre Klystronentwicklung; in: Wiesbeck, Werner, 100 Jahre Elektromagnetische Wellen, Berlin / Offenbach 1988, S. 85–98.
- Döring, Herbert, Zur Theorie geschwindigkeitsgesteuerter Laufzeitröhren; in: Zeitschrift für Hochfrequenztechnik und Elektroakustik 62, (1943), S. 98–101
- Döring, Herbert, Das Anschwingen von Triftröhren; in: Luftfahrtforschung U und Z Nr. 784, August 1944, Zentralstelle für wissenschaftl. Berichtwesen, Berlin-Adlershof
- Döring, Herbert, Über die Berechnung von Einkreis-Zweifeld Triftröhren; in: Deutsche Luftfahrtforschung, Untersuchungen und Mitteilungen, Nr. 803, S. 231–253, März 1944

## Auszeichnungen (Auswahl)
- 1996: Österreichisches Ehrenkreuz für Wissenschaft und Kunst 1. Klasse
- 1994: Ehrendoktor der Ruhr-Universität Bochum
- 1993: Microwave Career Award des IEEE/USA
- 1986: Goldene Doktor Urkunde der TU Wien
- 1975: Wilhelm-Exner-Medaille des Österreichischen Gewerbevereins
- 1974: Fellow des Inst. of Electrical and Electronic Engineers (IEEE), USA
- 1972: Ehrenring des Verbandes Deutscher Elektrotechniker (VDE)